# Hans-Josef Bracht

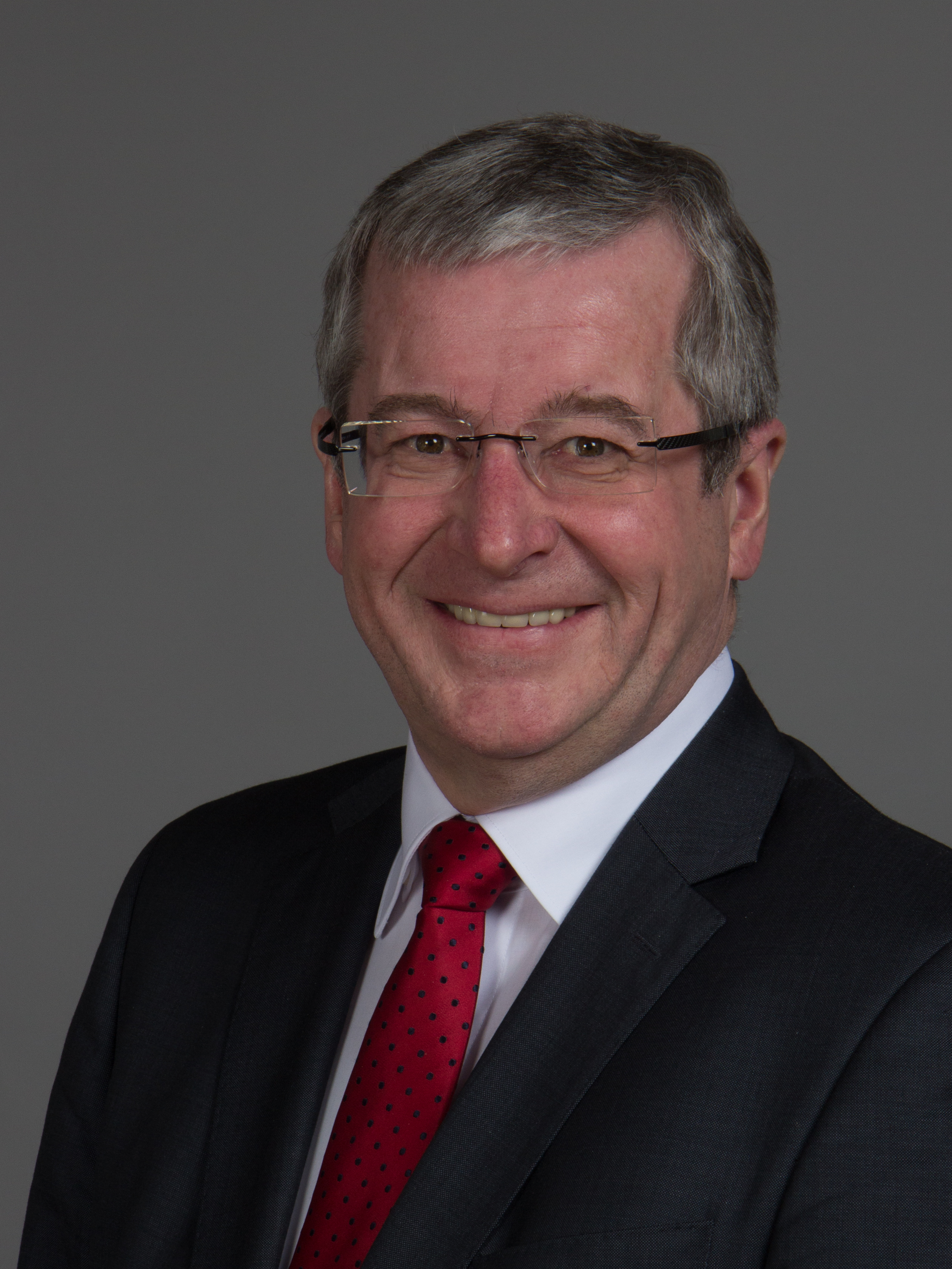
Hans-Josef Bracht

Hans-Josef Bracht (* 2. Januar 1955 in Bettenfeld) ist ein deutscher Politiker (CDU). Er war von 1996 bis 2021 Landtagsabgeordneter und von Mai 2016 bis Mai 2021 Vizepräsident des rheinland-pfälzischen Landtages.

## Leben und Beruf
Hans-Josef Brach wuchs in Bettenfeld in der Eifel auf und besuchte von 1966 bis 1975 das Regino-Gymnasium Prüm. Nach seiner Wehrdienstzeit bei der Bundeswehr studierte Bracht ab 1976 Volkswirtschaftslehre an der Universität Trier. Anschließend war er bei der Stadtverwaltung Trier angestellt.
Im Jahr 1982 absolvierte Bracht ein Aufbaustudium an der Hochschule für Verwaltungswissenschaften in Speyer. Von 1982 bis 1988 war er wissenschaftlicher Mitarbeiter der CDU-Fraktion im rheinland-pfälzischen Landtag. Danach war er bis 1996 Referent in der Haushaltsabteilung des Finanzministeriums von Rheinland-Pfalz.
Seit 1996 war Bracht Landtagsabgeordneter und wurde am 18. Mai 2016 einstimmig zum Vizepräsidenten des 17. Landtages von Rheinland-Pfalz gewählt. 2009, 2010 und 2012 war er Mitglied der Bundesversammlung. Bracht kandidierte bei der Wahl zum 18. Landtag von Rheinland-Pfalz nicht erneut.
Hans-Josef Bracht engagiert sich in verschiedenen  Vereinen sowie für krebs- und leukämiekranke Kinder im Rahmen der VOR-Tour der Hoffnung.
Er ist Mitglied im erweiterten Vorstand des Landkreistages Rheinland-Pfalz, im Verwaltungsrat der Kreissparkasse Rhein-Hunsrück, im Verwaltungsrat des Sparkassenverbands Rheinland-Pfalz, im Kuratorium des Regionalrats Wirtschaft Rhein-Hunsrück, im Kuratorium der Puricelli Stiftung Rheinböllen, im Vorstand des Fördervereines der Feuerwehr Rheinböllen und im Lions Club Hunsrück.

## Privates
Hans-Josef Bracht ist verheiratet, hat drei Kinder und wohnt in Rheinböllen im Hunsrück.

## Mitgliedschaften, Mandate und Ämter
- seit 1973: Mitglied der Christlich Demokratischen Union Deutschlands (CDU)

### Mandate
- 1979–1984: Mitglied im Gemeinderat von Bettenfeld
- seit 1989: Mitglied im Stadtrat (bis 2009: Gemeinderat) Rheinböllen
- seit 1992: Mitglied im Kreistag des Rhein-Hunsrück-Kreises. Hier war er von 1992 bis 2012 Fraktionssprecher der CDU.
- 1996–2021: Direkt gewählter Abgeordneter des rheinland-pfälzischen Landtags für den Wahlkreis 16 Rhein-Hunsrück
- von 2006 bis 2016 Parlamentarischer Geschäftsführer der CDU-Landtagsfraktion und von Mai 2016 bis Mai 2021 Vizepräsident des Landtags

### Parteiämter
- 1975–1984: Ortsverbandsvorsitzender der Jungen Union Bettenfeld/Meerfeld
- 1986–1992: Ortsverbandsvorsitzender der CDU Rheinböllen
- 1993–2020: Kreisvorsitzender der CDU Rhein-Hunsrück
- 2005–2006: stellvertretender Vorsitzender der CDU Rheinland-Pfalz